# Puerta del Sol

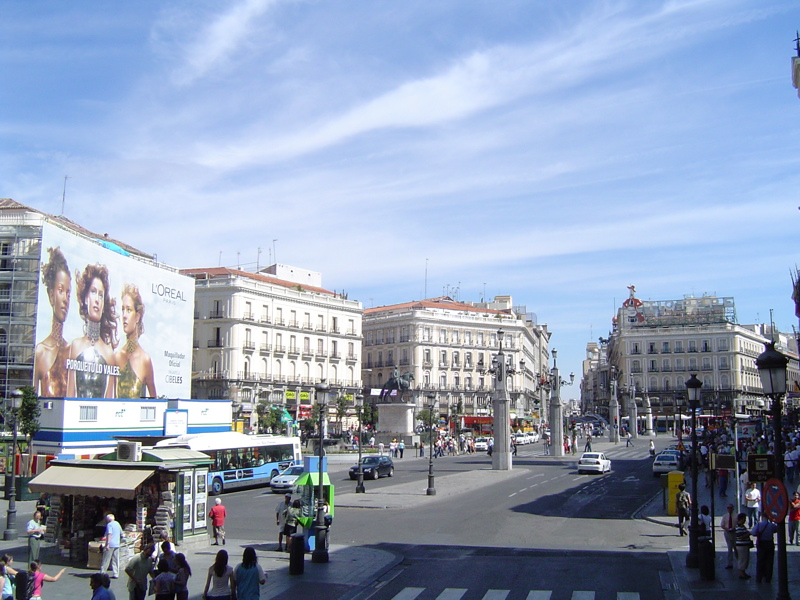
Puerta del Sol

Het Puerta del Sol (Spaans voor "Poort van de zon") is het centrale plein van de Spaanse hoofdstad Madrid. Het plein, in het district Sol, is een van de bekendste blikvangers van Madrid en Spanje. Puerta del Sol fungeert als het nulpunt van Spanje (onder andere het referentiepunt voor alle snelwegen) en op het plein bevindt zich de klok van het Casa de Correos, die vooral bekend is van het aftellen tot het nieuwe jaar op oudejaarsavond. Traditioneel worden dan de twaalf druiven gegeten, bij elke klokslag een. Volgens de traditie brengt dit geluk in het nieuwe jaar. Sinds 1962 wordt de klok op 31 december ook op televisie uitgezonden.
Puerta del Sol bezit enkele toeristische trekpleisters zoals het Casa de Correos, de fonteinen en verschillende beelden. Het bekendste beeld en symbool van de stad is het ongeveer vier meter hoge beeld Oso y Madroño ("beer en aardbeiboom"). Dit is een bekend trefpunt voor Madrilenen.
Ook bevindt zich midden op het plein het bronzen standbeeld van Carlos III, een replica van het oorspronkelijke beeld, dat bewaard wordt in de Real Academia de Bellas Artes de San Fernando. De sokkel bevat een inscriptie die de heerschappij van Carlos III in het kort beschrijft. Het monument is negen meter hoog en werd onthuld in 1994.

## Geschiedenis
De Puerta del Sol was in vroeger tijden een van de toegangspoorten in de omheining die Madrid in de 15e eeuw omsloot. In die tijd werd het centrale deel van Madrid beschermd door een muur, gebouwd in de 12e eeuw. Daarbuiten bevonden zich de middeleeuwse buitenwijken. De toegangspoort tot het centrale deel werd Puerta del Sol genoemd omdat hij op het oosten, waar de zon opkwam, gebouwd was en versierd met een zon.
Hoewel het plein van de 17e tot de 19e eeuw een bekende ontmoetingsplaats was (er waren allerlei stamcafés te vinden), was het geen plein zoals het even verderop gelegen Plaza Mayor, dat maar half zo groot was als Puerta del Sol.
De bouw van het grote postkantoor Casa de Correos in 1766 vormde het begin van een meer belangrijke functie van het plein. Op het plein werd op 2 mei 1808 hevig gevochten door inwoners van Madrid tegen de troepen van de Franse keizer Napoleon (zie Spaanse Onafhankelijkheidsoorlog). Nadat de functie van postkantoor in 1847 werd veranderd in het ministerie van Binnenlandse Zaken en er huizen werden gesloopt om het gebouw meer aanzien en veiligheid te geven, kreeg het Puerta del Sol een meer centrale rol in Madrid toebedeeld. Het gebouw werd later ook door Franco gebruikt en later is het hoofdbestuur van de regio Madrid er gevestigd.
In 1912 werd de eerste minister José Canalejas op het plein vermoord. In 1931 werd hier de Tweede Spaanse Republiek uitgeroepen.
In 1959 werd het plein heringericht met meer groen en de fonteinen die Puerta del Sol verkoeling in de hete Madrileense zomers biedt. Sinds 1986 is de voetgangerszone uitgebreid en is het plein slechts toegankelijk voor bussen en hulpdiensten.
Half mei 2011 werd het plein het toneel van grote bezettingsacties uitgevoerd door tienduizenden aanhangers van de Spaanse 15 mei-beweging.

## Fotogalerij

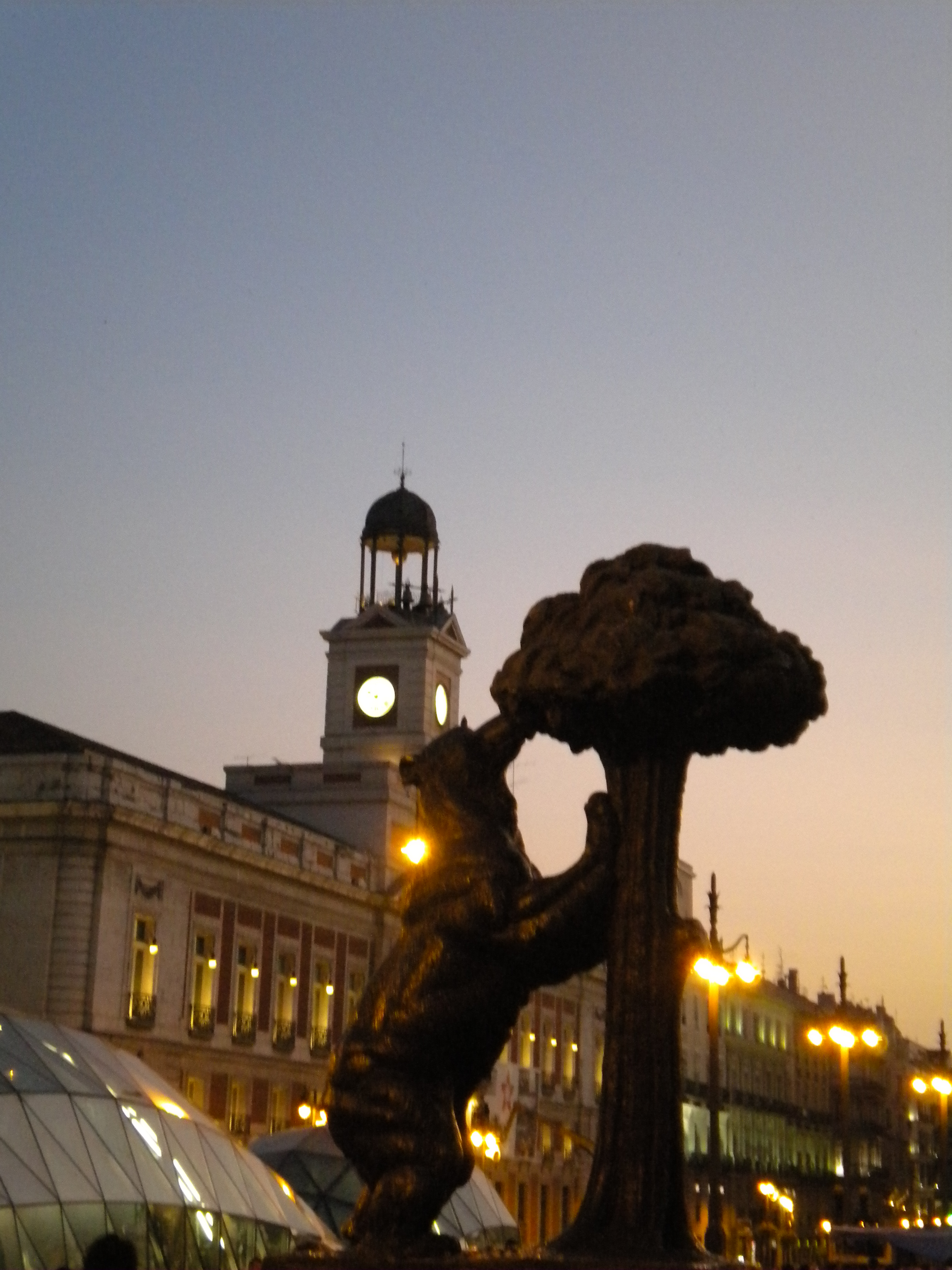
De Oso y Madroño op Puerta del Sol. Op de achtergrond de klok van het Casa de Correos
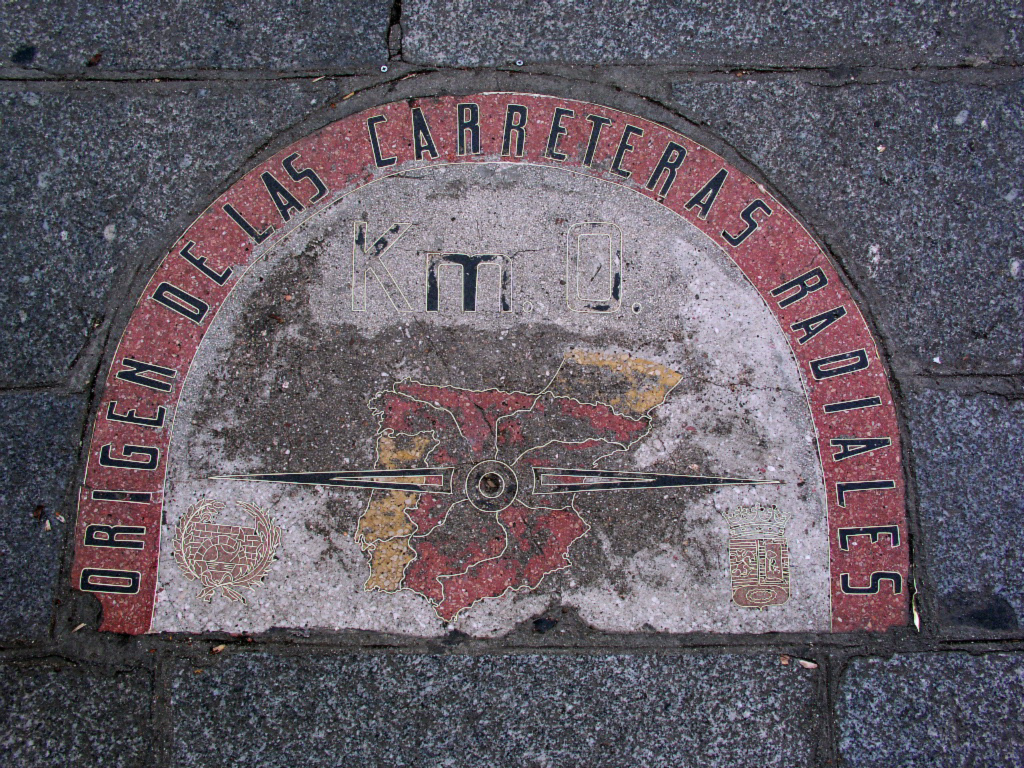
Het nulpunt van Spanje
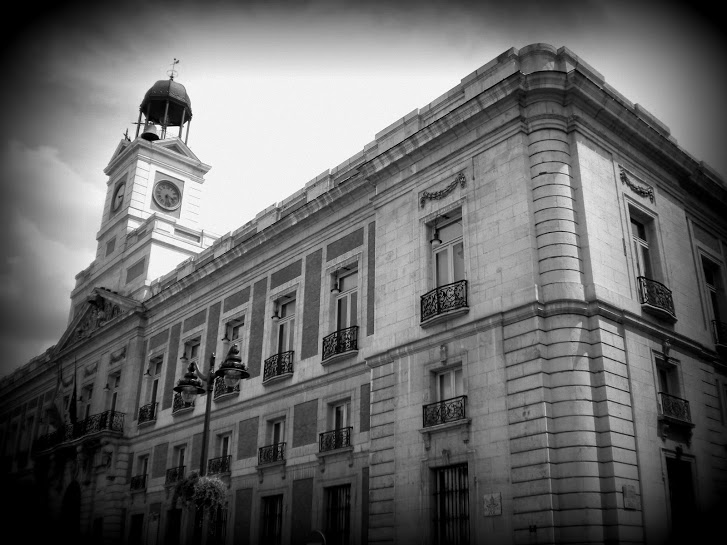
Casa de Correos
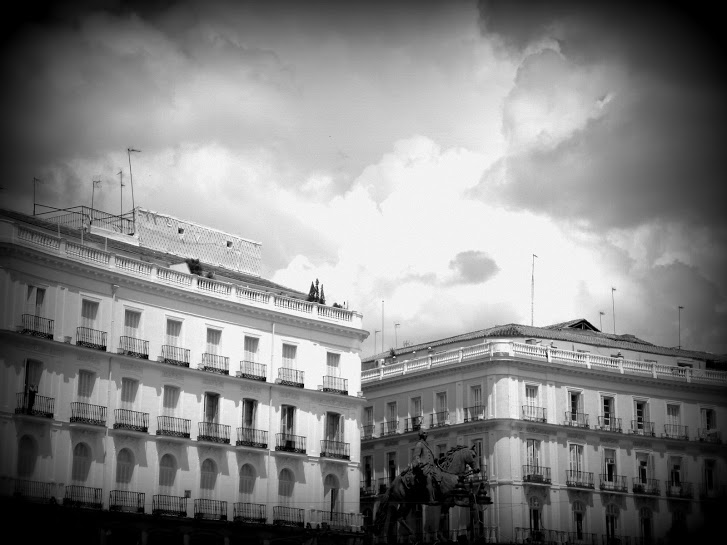
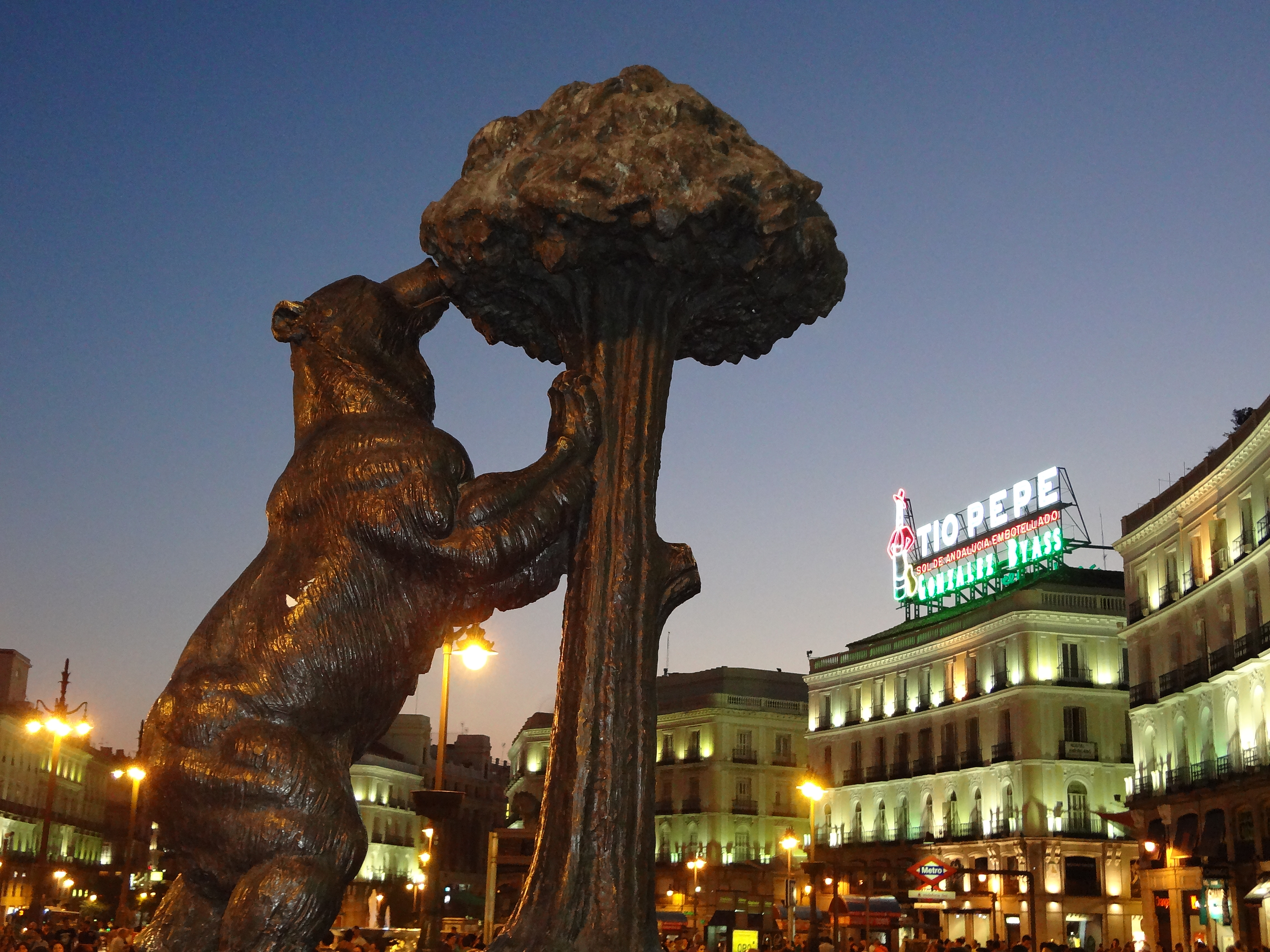
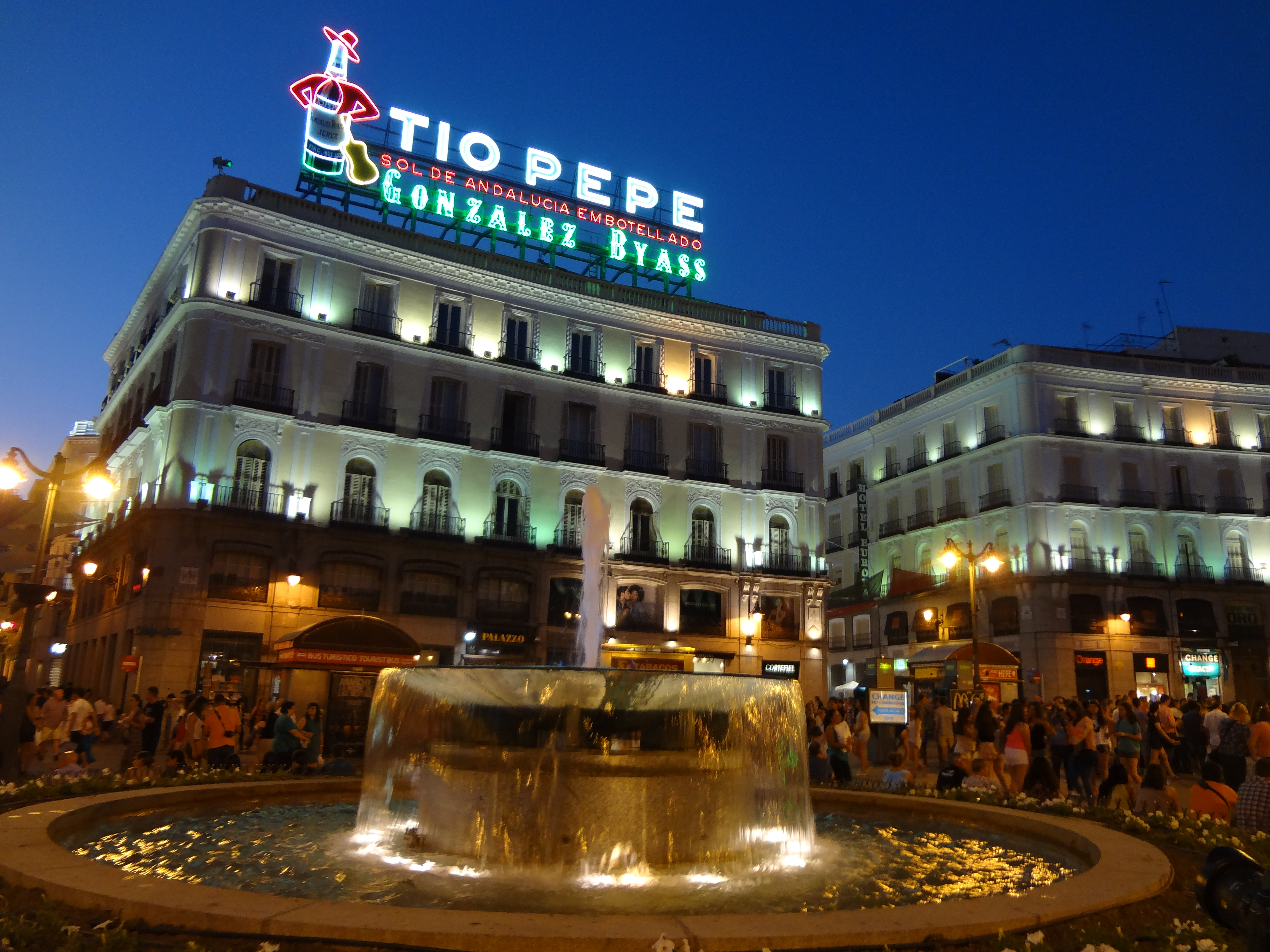